# Optical Landing System

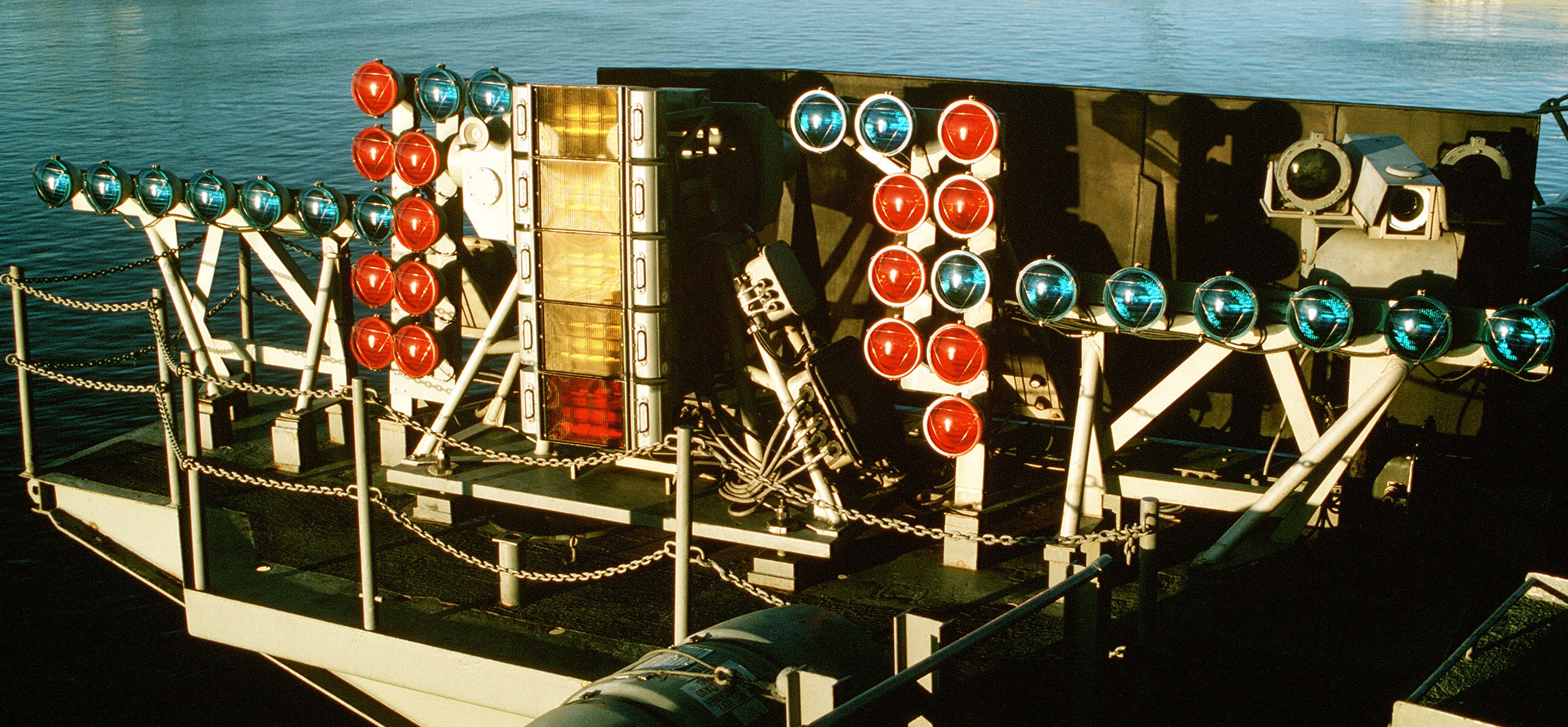
Optical Landing System bei Tag auf der John F. Kennedy

Als Optical Landing System wird ein optisches System zur Unterstützung des Landeanflugs auf Flugzeugträgern und Militärflugplätzen bezeichnet. Das System ist auch unter den Spitznamen Meatball (dt. Fleischklops) bekannt.

## Entwicklung

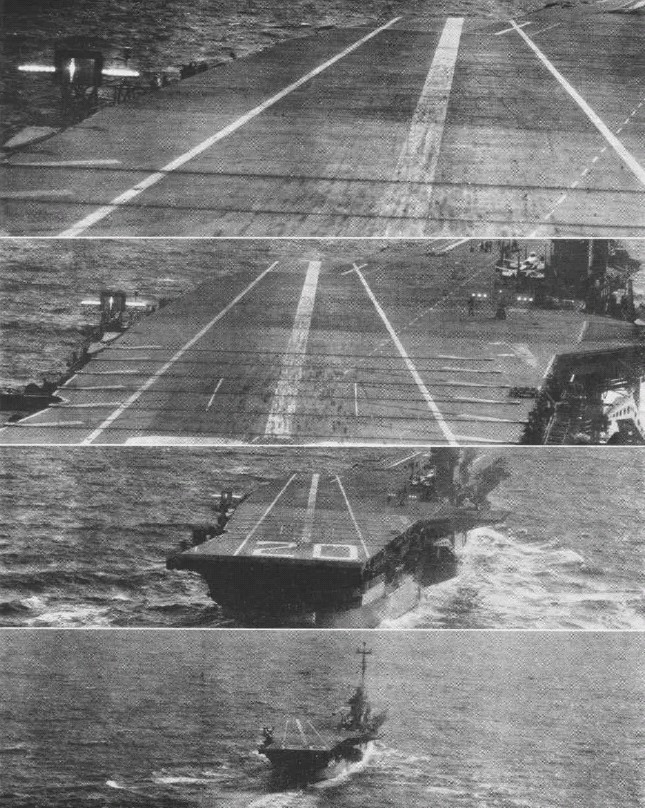
Landung mittels Landing Mirror auf der Bennington 1955

Die Einweisung der anfliegenden Flugzeuge auf Flugzeugträgern wurde ursprünglich von den Landesignaloffizieren übernommen, die die Maschinen mittels Gesten auf den korrekten Landeweg einwiesen. Als nach dem Zweiten Weltkrieg die Entwicklung der Trägerflugzeuge voranschritt und die Maschinen immer schneller wurden, wurde das bisherige System zu ungenau und zu langsam. Ein britischer Offizier entwickelte daher Anfang der 1950er Jahre ein auf Spiegeln basierendes optisches System, das dem Piloten des anfliegenden Flugzeugs den korrekten Landeanflugwinkel wies. Das Optical Landing System wurde als Mirror Landing Aid vom britischen Lieutenant Commander H. C. N. Goodhart (Royal Navy) erfunden.

## Aufbau und Funktion

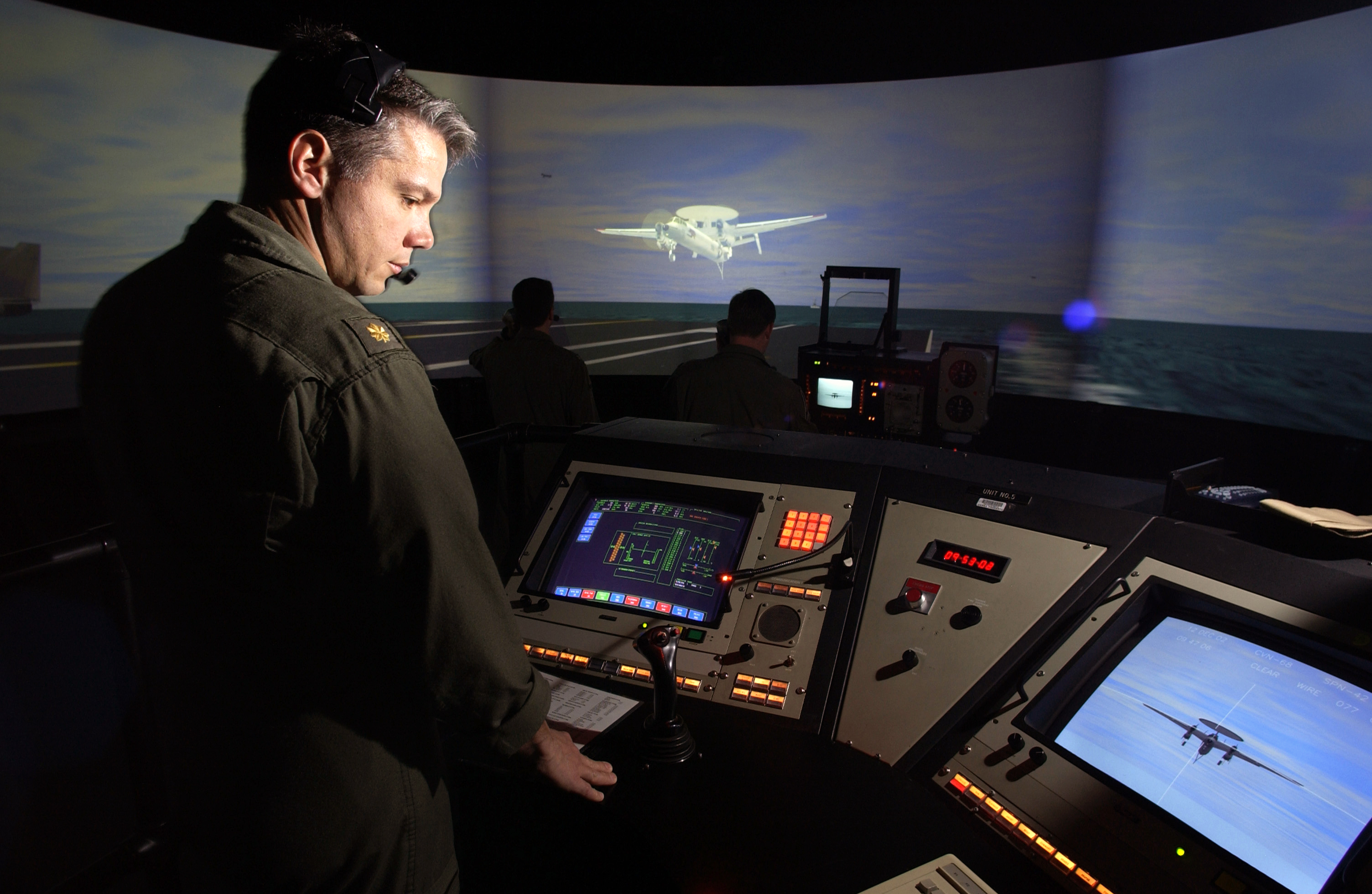
Schulung eines Landesignaloffiziers

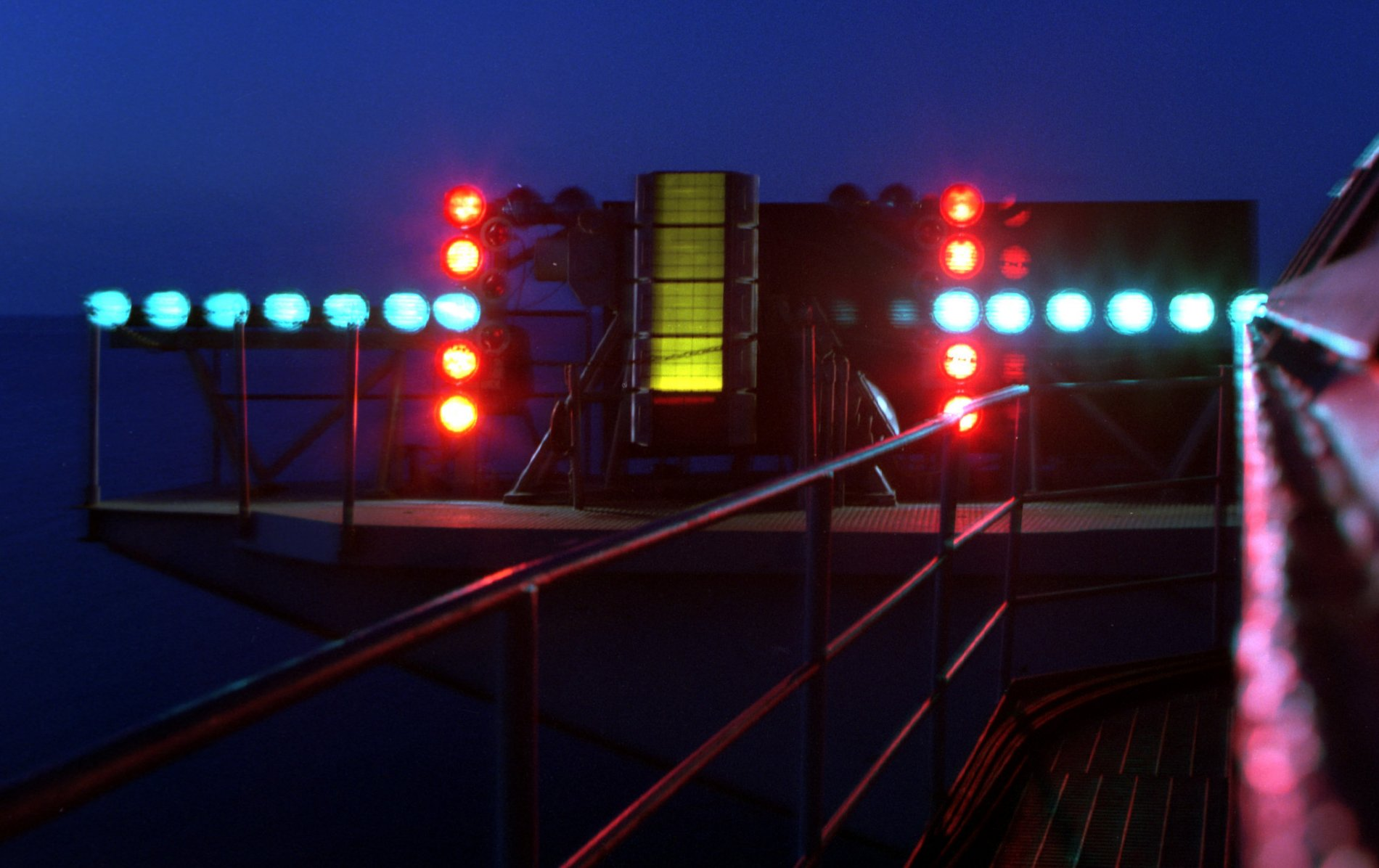
Optical Landing System bei Nacht (Dwight D. Eisenhower), in der Mitte unten ist der „Meatball“ genannte Lichtfleck erkennbar

### Spiegelbasiertes System
Ein starker Scheinwerfer, abgeblendet bis auf einen kreuzförmigen Schlitz bestrahlt aus einer gewissen Entfernung waagrecht einen Spiegel ausreichender Größe, der im halben Winkel des anzuzeigenden Anflugpfads gegen die Senkrechte geneigt ist. Zu jeder Seite des Spiegels befindet sich je eine waagrechte Linie aus Reihen grüner Leuchten. Ein Pilot, ausreichend genau am Gleitflug zur Landung sieht – wie durch ein Fenster – im Spiegel das virtuelle Bild des Lichtkreuzes der Blende. Die visierte Lage des Kreuzes in der Lücke der 2 grünen Linien stellt dem Piloten die Lage des Flugzeugs in Bezug auf den gewünschten Gleitpfad dar: Ist etwa der Pilot zu hoch und zu weit rechts erscheint das Kreuz, weil ja im Abstand "hinter dem Fenster", höher als die Linien und rechts der Lückenmitte der Linien. Zuletzt muss der Pilot sich allerdings genauer auf die Piste neben dem Spiegel hin orientieren und den Gleitwinkel in Richtung Waagrechte ausrunden. Der Spiegel kann für unterschiedliche Gleitwinkel justierbar sein und zum leichteren "Einfangen" des Fliegers (nur) an seinen Rändern etwas konvex gewölbt. Das Spiegelsystem ist gyroskopisch aufgehängt, um das Rollen und Stampfen des Schiffes auszugleichen.

### Linsenbasiertes System
Da sich das spiegelbasierte System in manchen Situation als zu unzuverlässig erwies, erprobte die United States Navy in den 1960er Jahren ein System, bei dem Fresnellinsen die Projektion des Lichts übernahmen. Gegenüber dem Spiegelsystem ergab sich hier die Änderung, dass der Pilot bei extrem niedrigem Anflug auch ein rotes Licht sah, das ihn zum Abbruch auffordert.